# Jerzy Fober

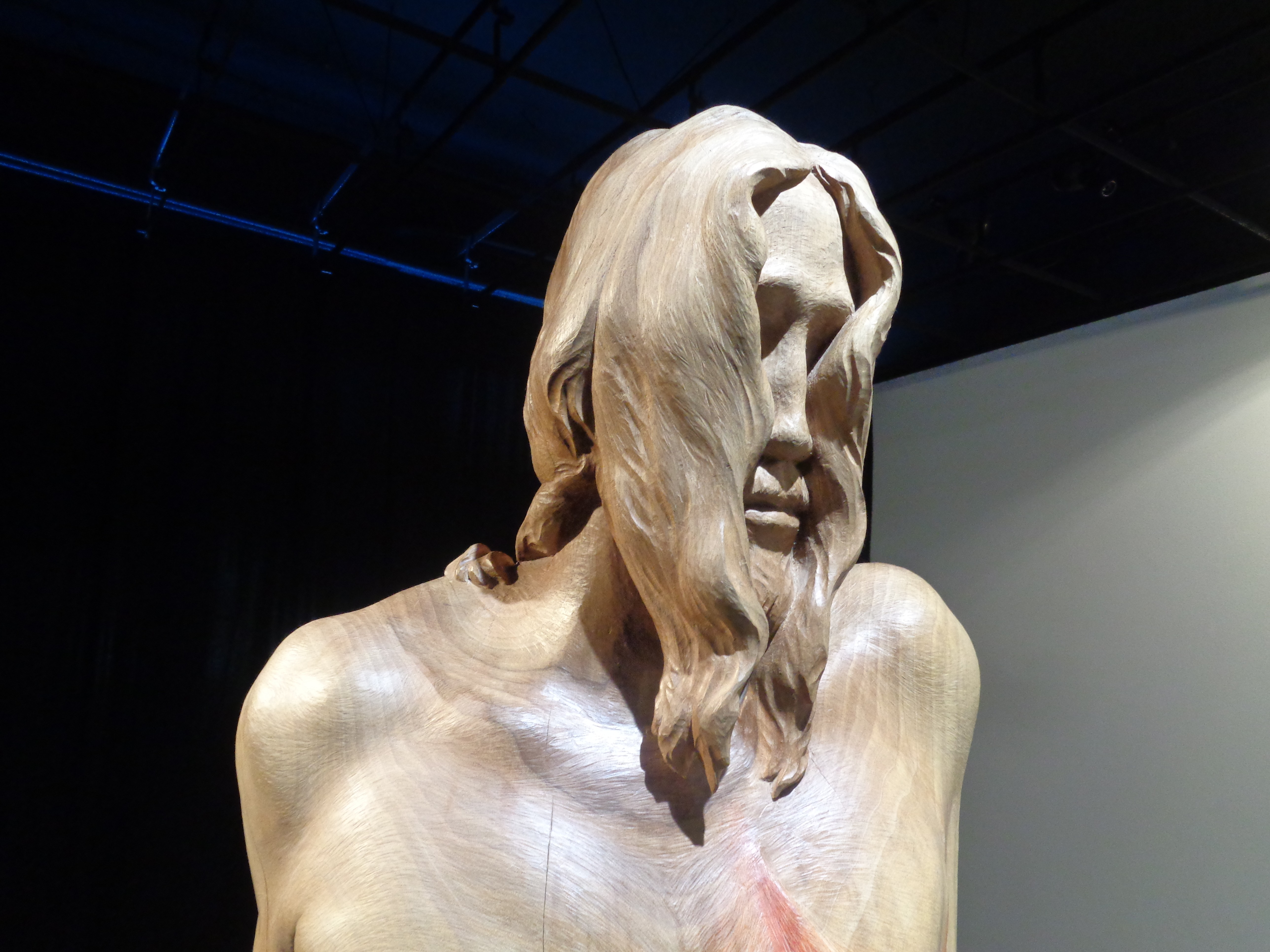
Rzeźba Jerzego Fobera na wystawie "...poprzez ciszę" w Galerii Sztuki Współczesnej we Włocławku

Jerzy Fober (ur. 1959 w Warszawie) – polski rzeźbiarz, profesor Instytutu Sztuki na Wydziale Artystycznym w Cieszynie.
Ukończył w 1979 r. Państwowe Liceum Sztuk Plastycznych im. Antoniego Kenara w Zakopanem.  Studiował w latach 1979–1984 na Wydziale Rzeźby Akademii Sztuk Pięknych w Warszawie w pracowni prof. Stanisława Kulona. Dyplom z wyróżnieniem w 1984 r. Założyciel (1982 r.) z Andrzejem Szarkiem i Czesławem Podleśnym grupy artystyczną „...kim jesteś” i do 1990 r. brał udział w jej wystawach.
Stypendysta Ministerstwa Kultury w latach 1985, 1987, 1991, 1999, 2004. Laureat Nagród im. Brata Alberta w dziedzinie rzeźby religijnej w 1992 r. oraz im. ks. Leopolda Jana Szersznika za całokształt twórczości.
Tytuł naukowy profesora sztuk plastycznych otrzymał w 2000 r.
Pracownik naukowy Uniwersytetu Śląskiego w Katowicach (od 1986 r.), gdzie kieruje Zakładem Rzeźby Instytutu Sztuki na Wydziale Artystycznym w Cieszynie.
W latach 1996 – 2011 prowadził pracownię rzeźby na Wydziale Grafiki i Wydziale Malarstwa Akademii Sztuk Pięknych w Katowicach. W latach 2011–2015 prowadził magisterską pracownię Figuralnego Prejavu na Akademii Umeni w Banskej Bystricy (Słowacja).